# Marur, Hunsur
Marur là một làng thuộc tehsil Hunsur, huyện Mysore, bang Karnataka, Ấn Độ.